# Jerichow
Jerichow (pronunciación en alemán: /ˈjeːʁɪço/ⓘ) es un municipio situado en el distrito de Jerichower Land, en el estado federado de Sajonia-Anhalt (Alemania), a una altitud de 34 metros. Su población a finales de 2015 era de unos 7000 habitantes y su densidad poblacional, 26 hab/km².